# تحقیقات دفاع و توسعه کانادا
تحقیقات دفاع و توسعه کانادا (به انگلیسی: Defence Research and Development Canada DRDC) یکی از آژانس های وزارت دفاع ملی کانادا است. هدف این آژانس ارائه دانش و تکنولوژی مورد نیاز برای دفاع و حفاظت از منافع کانادا در داخل و خارج از کشور است. شورای تحقیقات ملی کانادا که پیشتر در سال ۱۹۲۳ تشکیل شده بود در سال ۱۹۴۷ جای خود را به این سازمان داد.
این آژانس دارای هشت مرکز تحقیقاتی در استان های مختلف کانادا است و دارای حدود ۱۴۰۰ نفر نیروی انسانی است.